# St. Johannes Evangelist und Johannes der Täufer (Fridolfing)

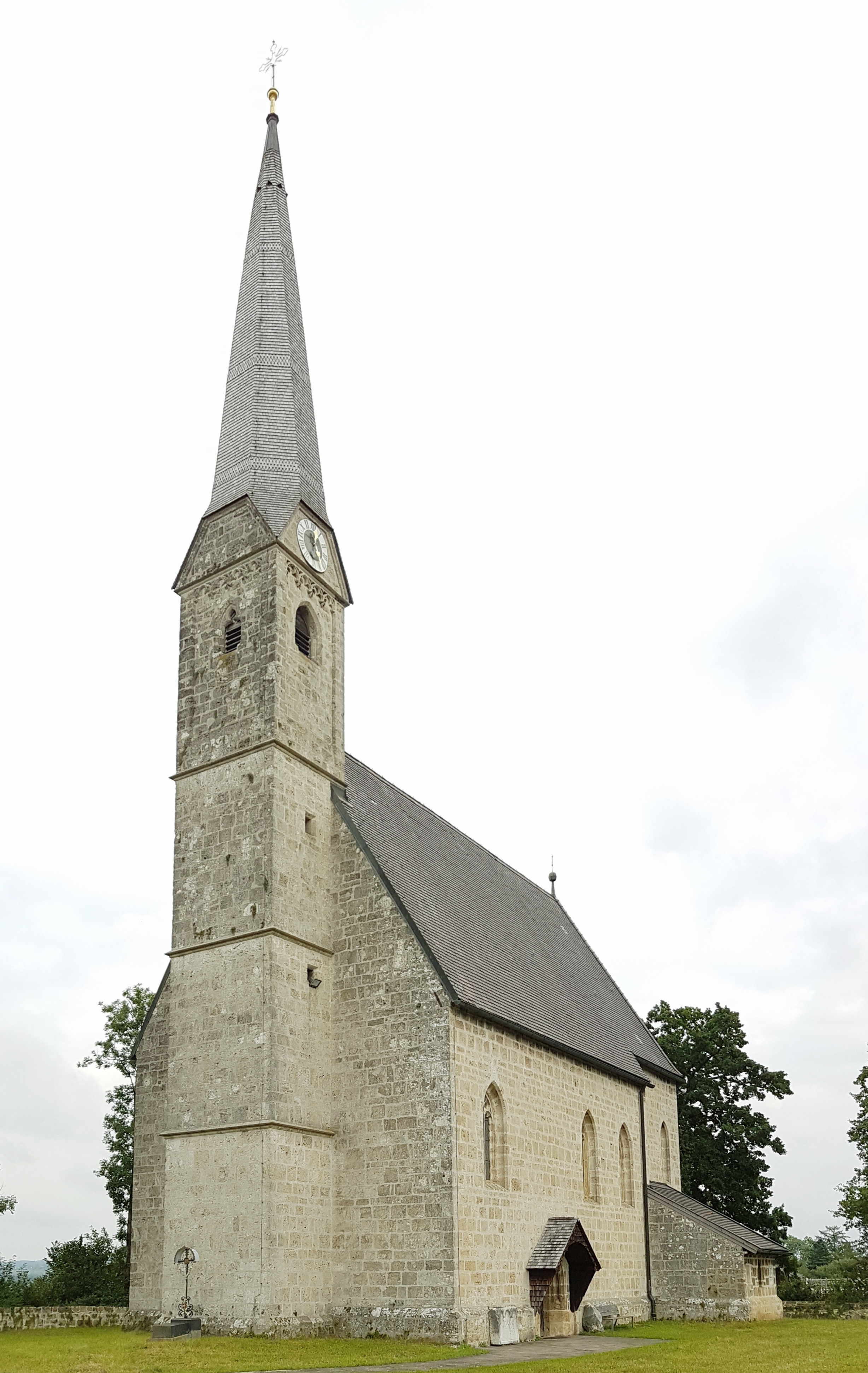
St. Johannes Evangelist und Johannes der Täufer in Fridolfing

Die römisch-katholische Nebenkirche und ehemalige Pfarrkirche St. Johannes Evangelist und Johannes der Täufer steht in Fridolfing, einer Gemeinde im oberbayerischen Landkreis Traunstein. Das Bauwerk ist in der Liste der Baudenkmäler in Fridolfing als Baudenkmal unter der Nr. D-1-89-118-26 eingetragen. Die Kirche gehört zum Dekanat Traunstein im Erzbistum München und Freising.

## Beschreibung

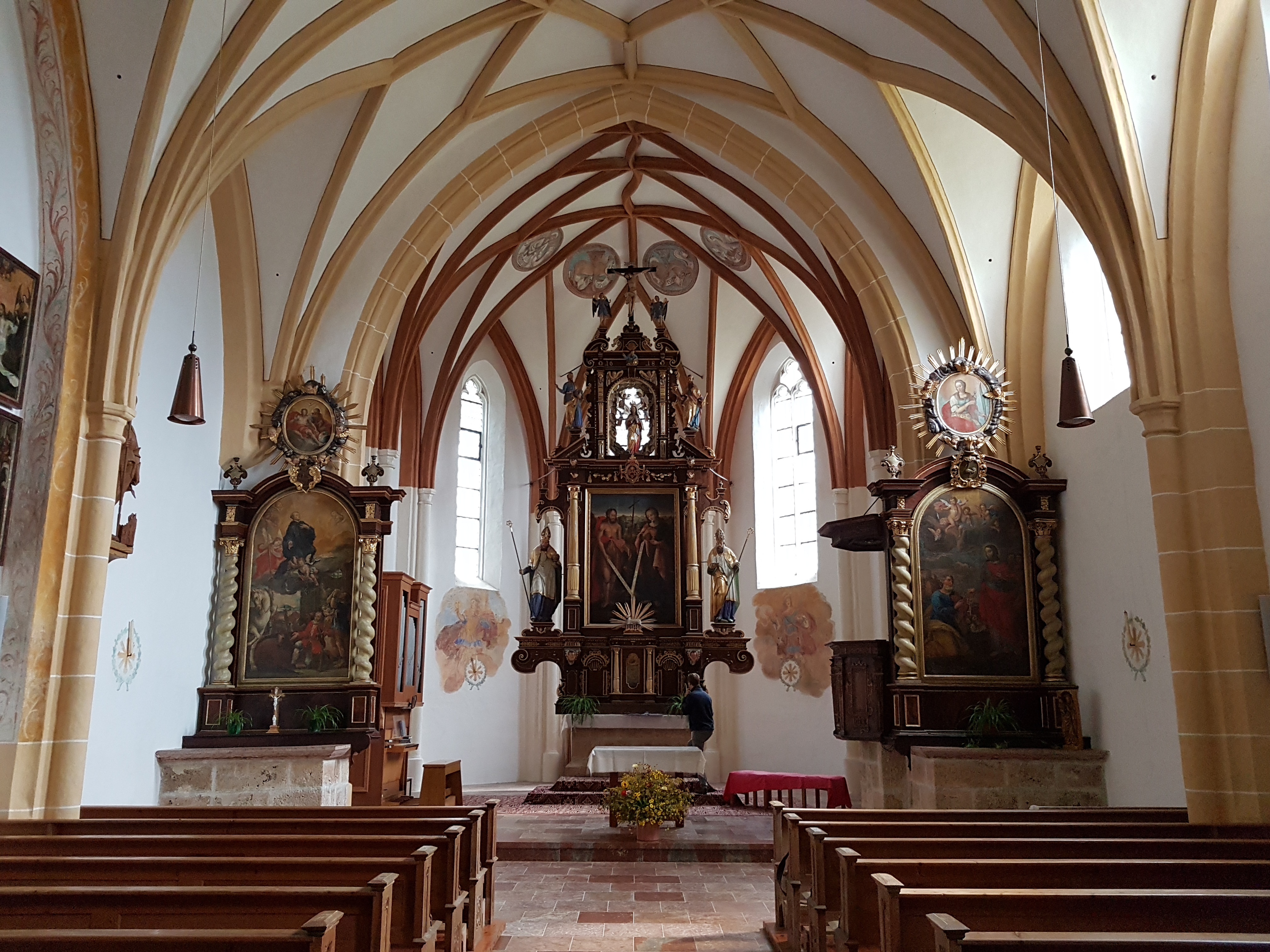
Innenraum

Die von Strebepfeilern gestützte spätgotische Saalkirche wurde anstelle eines Vorgängerbaus um 1500 aus Quadermauerwerk errichtet. Sie besteht aus dem Langhaus, dem eingezogenen, dreiseitig geschlossenen Chor mit angebauter Sakristei im Osten und dem Vorzeichen an der Südwand des Schiffs. Der sich nach eben verjüngende Kirchturm ist der Westfassade vorgestellt und mit einem Spitzhelm bedeckt.
Der Innenraum des Langhauses ist mit einem Netzgewölbe überspannt. Im Chorgewölbe befinden sich Fresken der Wetterheiligen Johannes und Paulus. Der Hochaltar mit der Jahreszahl 1618 wurde 1695 von der Kirche in Petting erworben. Er wird flankiert von den Skulpturen des Rupert von Salzburg und des Virgil von Salzburg.